# Mellierella trifasciata
Mellierella trifasciata är en bönsyrseart som beskrevs av De Haan 1842. Mellierella trifasciata ingår i släktet Mellierella och familjen Liturgusidae. Inga underarter finns listade i Catalogue of Life.